# Limburgse Witte
Limburgse Witte is een Belgisch witbier van Brouwerij Cornelissen. Het werd in 1993 op de markt gebracht  in een samenwerking van de  Limburgse familiale brouwerijen Sint-Jozef uit Opitter (Bree) en Martens uit Bocholt. Limburgse Witte is een blond ongefilterd, troebel tarwebier van hoge gisting met toegevoegde natuurlijke kruiden. Het heeft een alcoholpercentage van 5%. In 2015 veranderde Brouwerij Sint-Jozef zijn naam in Brouwerij Cornelissen. Deze brouwerij nam de Limburgse Witte als enige in zijn gamma. 

## Ontvangen prijzen
- 1997 : zilver op de Monde Selection 1997
- 2014 : goud op het Brussels Beer Challenge 2014
- 2017 : zilver op de Barcelona Beer Awards 2017
- 2017 : zilver op de Australian International Beer Awards - AIBA 2017
- 2017 : zilver op het World Beer Awards 2018
- 2018 : zilver op de Australian International Beer Awards - AIBA 2018
- 2018 : goud op het World Beer Awards 2018